# Ellisella thomsoni
Ellisella thomsoni is een zachte koraalsoort uit de familie Ellisellidae. De koraalsoort komt uit het geslacht Ellisella. Ellisella thomsoni werd in 1910 voor het eerst wetenschappelijk beschreven door Simpson. 